# Holyoke (Colorado)
Pour les articles homonymes, voir Holyoke.
La ville de Holyoke est le siège du comté de Phillips, situé dans l’État du Colorado, aux États-Unis. Sa population s’élevait à 2 313 habitants lors du recensement de 2010 , estimée à 2 213 habitants en 2016.
La ville doit son nom à Holyoke dans le Massachusetts.

## Démographie
| 1890 | 1900 | 1910 | 1920  | 1930  | 1940  |
| ---- | ---- | ---- | ----- | ----- | ----- |
| 649  | 451  | 659  | 1 205 | 1 226 | 1 150 |

| 1950  | 1960  | 1970  | 1980  | 1990  | 2000  |
| ----- | ----- | ----- | ----- | ----- | ----- |
| 1 558 | 1 555 | 1 640 | 2 092 | 1 931 | 2 261 |

| 2010  | - | - | - | - | - |
| ----- | - | - | - | - | - |
| 2 313 | - | - | - | - | - |